# Andrew Battell

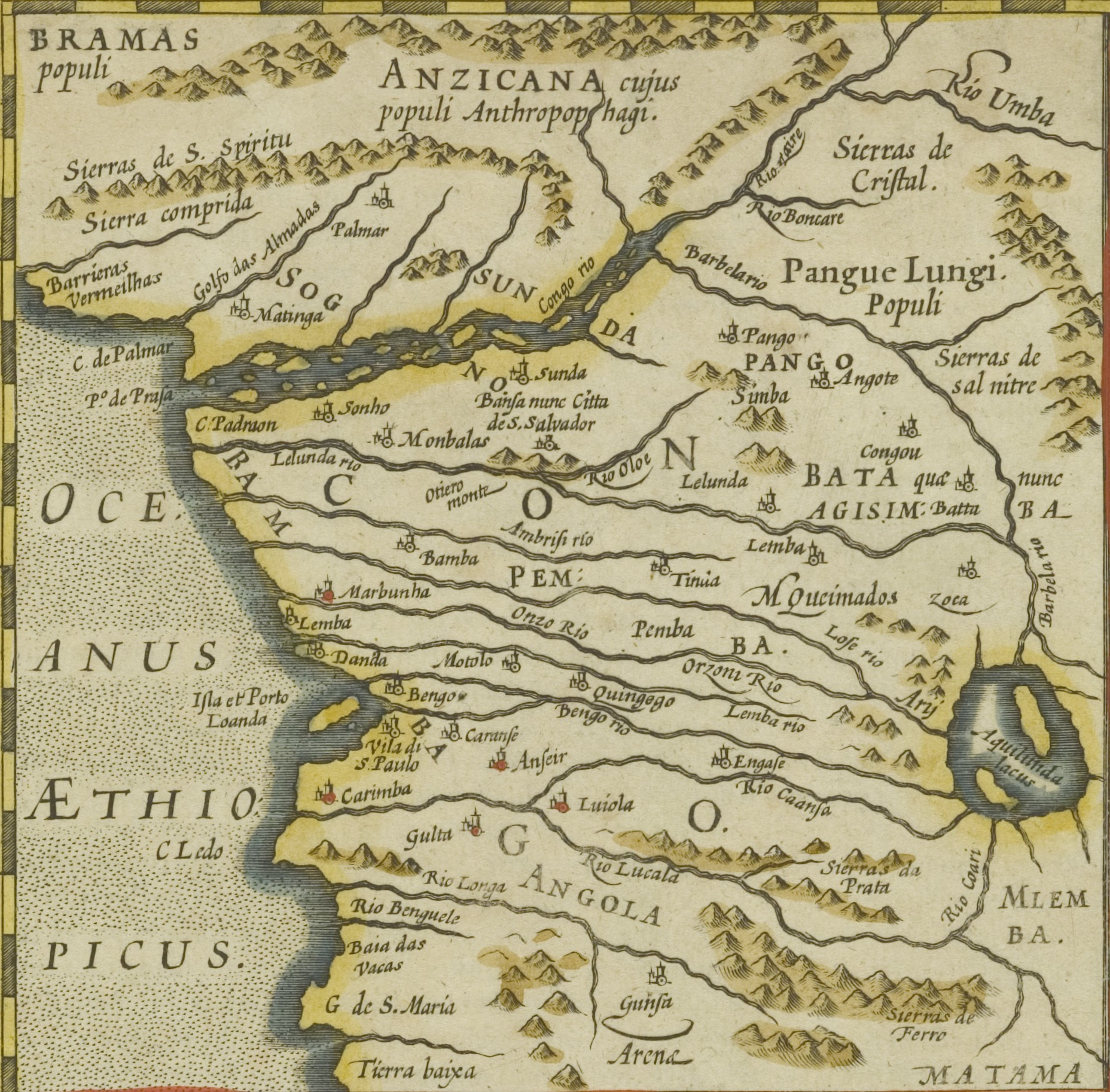
Reinos de Congo y Loango, escenario de los viajes de Battell.

Andrew Battell (Leigh, c. 1565 - ibíd, c. 1614) fue un marino inglés, uno de los primeros europeos en describir los reinos de Congo y Loango.
Battell formaba parte de la tripulación de un mercante inglés cuando en 1589 fue capturado en Brasil por los portugueses, en aquella época unidos a España en la Unión Ibérica y enfrentados a Inglaterra en la guerra anglo-española. Trasladado a la colonia portuguesa de África Occidental en calidad de prisionero, fue condenado a servir como marino y soldado en las guerras que los portugueses mantenían contra las tribus locales; abandonado a su suerte en el interior del país, convivió durante casi dos años con los indígenas. Fue liberado tras el final de la guerra en 1604, pero sin posibilidad de regresar a Europa, se dedicó a comerciar con los nativos hasta aproximadamente 1610, cuando consiguió volver a Inglaterra.
Entre sus escritos sobre la cultura angoleña, Battel muestra su homofobia y desacuerdo con las prácticas homosexuales y travestis del Pueblo de Angola. Él escribió: "Viven de forma bestial, porque tienen hombres vestidos de mujeres, a quienes mantienen entre sus mujeres".
De regreso en su país natal, su historia llamó la atención del editor Samuel Purchas, quien la publicó en Londres en 1613 incluida en su obra Purchas His Pilgrimage, y en 1625 independientemente bajo el título «The Strange Adventures of Andrew Battell of Leigh, in Angola and the Adjoining Regions» (Las extrañas aventuras de Andrew Battell de Leigh, en Angola y las regiones adyacentes). Recientemente se ha apuntado la posibilidad de que Battell fuera analfabeto y que la redacción de su historia hubiera sido encargada a una tercera persona.
El relato de sus años transcurridos en la costa occidental africana, en una época en la que estos territorios eran prácticamente desconocidos para los europeos, adolece de ciertas incoherencias cronológicas, dado que fue redactado de memoria tras su regreso, pero constituye una interesante primicia y un testimonio de primera mano en la descripción de la geografía del país, de su fauna y flora (incluyendo las primeras noticias de la existencia de gorilas y chimpancés) y de la religión y costumbres de los indígenas imbangala y pigmeos. 